# Danske Banks hvidvasksag
Danske Banks hvidvasksag er en erhvervsskandale, der blev afsløret af bl.a. avisen Berlingske og det internationale medie OCCRP i 2017 og 2018.
Centralt i skandalen var Danske Banks estiske filial, der i en årrække frem til 2016 havde tusindvis af mistænkelige kunder, som overførte milliarder af kroner. Banken gennemførte ikke den kontrol af kunder og transaktioner, som hvidvaskloven Arkiveret 10. august 2023 hos  Wayback Machine kræver.
Det er blandt andet blevet afsløret, at nogle af filialens kunder var forbundet til korrupte politikere, narkokarteller, våbensmuglere og økonomisk kriminalitet.
Undervejs i afdækningen kom det endvidere frem, at den daværende ledelse i Danske Bank tidligt modtog advarsler om hvidvask bl.a. fra en internt ansat, briten Howard Wilkinson, og fra bankens interne revision.
Banken iværksatte i 2017 en advokatundersøgelse af sagen. Advokatfirmaet Bruun & Hjejle konkluderede året efter blandt andet, at samtlige kunder i filialens non-resident-portefølje var mistænkelige. I alt havde disse kunder overført 1.500 mia. kr. gennem filialen i perioden 2007 til 2015. En stor del af dette beløb blev vurderet som "mistænkeligt" af advokaterne.
Advokaterne vurderede også, at bankens daværende adm. dir. Thomas Borgen ikke havde handlet strafbart. Han valgte selv at trække sig som konsekvens af sagen. Det samme gjorde bestyrelsesformand Ole Andersen kort efter.
Sagen udmøntede sig i 2022 i de største bøder nogensinde til en dansk virksomhed, da danske og amerikanske myndigheder samlet gav Danske Bank bøder på 15,3 milliarder kroner.
I retssagen i 2023 mod en række tidligere ansatte i Estland, har anklagemyndigheden kunnet henføre ca. 1,6 milliarder EUR ud af de i alt 200 milliarder EUR til kriminelle aktiviteter.